# Museumsfeldbahn Großgmain
| Beide Züge der Museumsfeldbahn im Bahnhof „Flachgau“ |                     |                                |                                |
| Streckenlänge: | 1,7 km              |                                |                                |
| Spurweite: | 600 mm (Schmalspur) |                                |                                |
| Maximale Neigung: | 40 ‰                |                                |                                |
| Minimaler Radius: | 30 m                |                                |                                |
| Streckengeschwindigkeit: | 15 km/h             |                                |                                |
| |                     |                                |                                |
| \| \| 0,0 \| Flachgau \| Flachgau \| \| \| \| 300 Meter langes Betriebsgleis \| \| \| \| 0,85 \| Tennengau \| Tennengau \| \| \| 1,7 \| Pongau \| Pongau \| |                     |                                |                                |
| Kopfbahnhof Streckenanfang | 0,0                 | Flachgau                       | Flachgau                       |
| Abzweig geradeaus und nach links |                     | 300 Meter langes Betriebsgleis | 300 Meter langes Betriebsgleis |
| Bahnhof | 0,85                | Tennengau                      | Tennengau                      |
| Kopfbahnhof Streckenende | 1,7                 | Pongau                         | Pongau                         |

Die Museumsfeldbahn Großgmain ist eine für den Personentransport im Salzburger Freilichtmuseum in Großgmain erbaute Schmalspurbahn.

## Geschichte

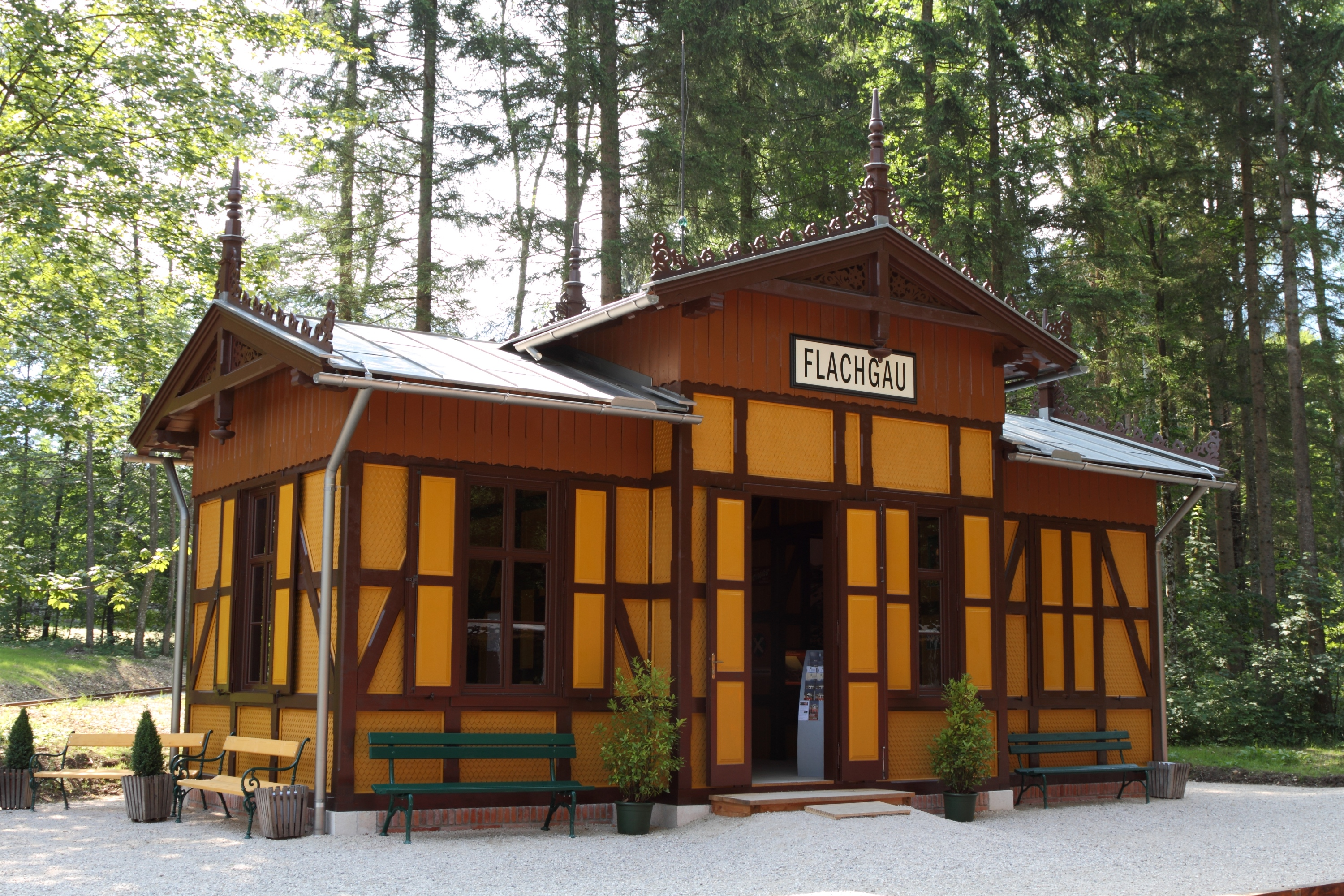
Bahnhof „Flachgau“

Um einerseits gehbehinderten Menschen den Zugang zum Freilichtmuseum zu erleichtern und andererseits neue Ausblicke auf die Objekte zu ermöglichen, beschloss die Museumsleitung, eine Feldbahn für den Personentransport durch das gesamte Gelände zu errichten. Geplant wurde die Errichtung ab 2007, zur Jahresmitte 2009 wurde mit dem Bahnbau begonnen, der knapp ein Jahr dauerte. Im Mai 2010 war der Bau bis auf Kleinigkeiten (Bahnsteige etc.) fertig und es fanden erste Probefahrten statt. Die feierliche Eröffnung erfolgte am 13. Juni 2010.
Die Betriebsleitung obliegt den Salzburger Lokalbahnen, einer für Schienenverkehr zuständigen Geschäftseinheit des Salzburger Infrastrukturunternehmens Salzburg AG, das Bahnpersonal besteht aus Freiwilligen und Angestellten des Museums. Finanziert wurde das Vorhaben vom Salzburger Freilichtmuseum, vom Förderverein des Museums und von der Salzburger Landesregierung.

## Strecke

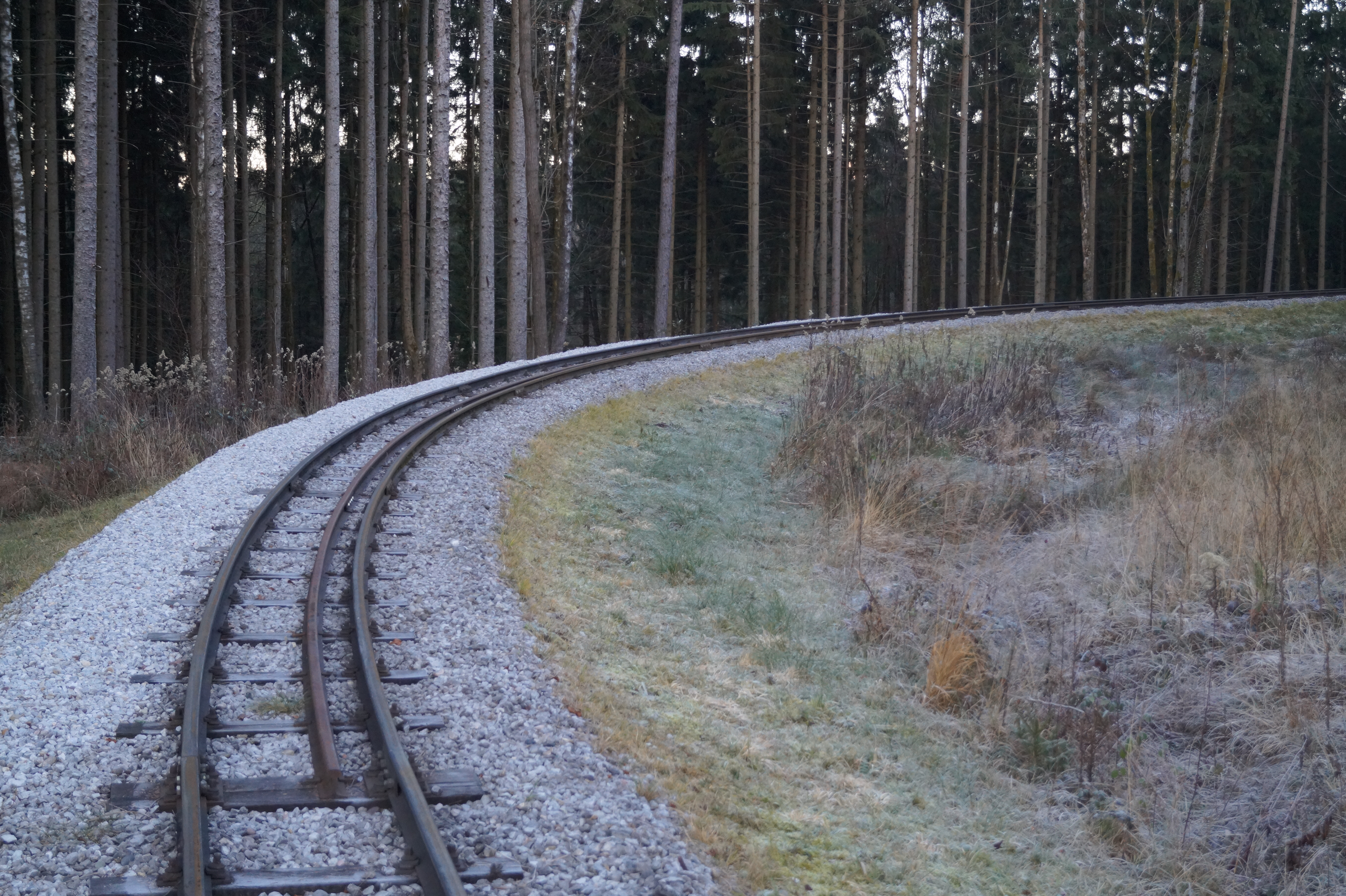
Gleisanlage

Die Bahn orientiert sich am Vorbild einer Feldbahn, ist für den Personentransport 1,7 km lang und weist ein zusätzliches Betriebsgleis von 333 m Länge auf. Die Bahn wird mit einer Geschwindigkeit von rund 15 km/h befahren und hat eine Spurweite von 600 mm. Die steigungsreiche Strecke (40 ‰ Steigung) hat drei Stationen, ist in mehreren Kehren angelegt und verfügt über Wendeschleifen an den Endstationen. Die Haltestellen erhielten die Namen derjenigen Salzburger Gaue, nach denen im Museum die Bauobjekte gruppiert sind. Die Endhaltestelle „Flachgau“ am Museumseingang wurde nach den Plänen der Haltestelle „Zistelalpe“ der ehemaligen Gaisbergbahn originalgetreu nachgebaut und enthält im Inneren eine Ausstellung über die Feldbahnen im Bundesland Salzburg. Bei der Mittelstation wurde ein Haltestellengebäude errichtet, dessen Original bis 1957 an der Haltestelle „Söllheim“ der Salzkammergut-Lokalbahn stand. Die Endstation der Museumsbahn erhielt das alte originale Wartehäuschen der ehemaligen Murtalbahn-Haltestelle in Lintsching (Lungau).

## Fahrzeuge

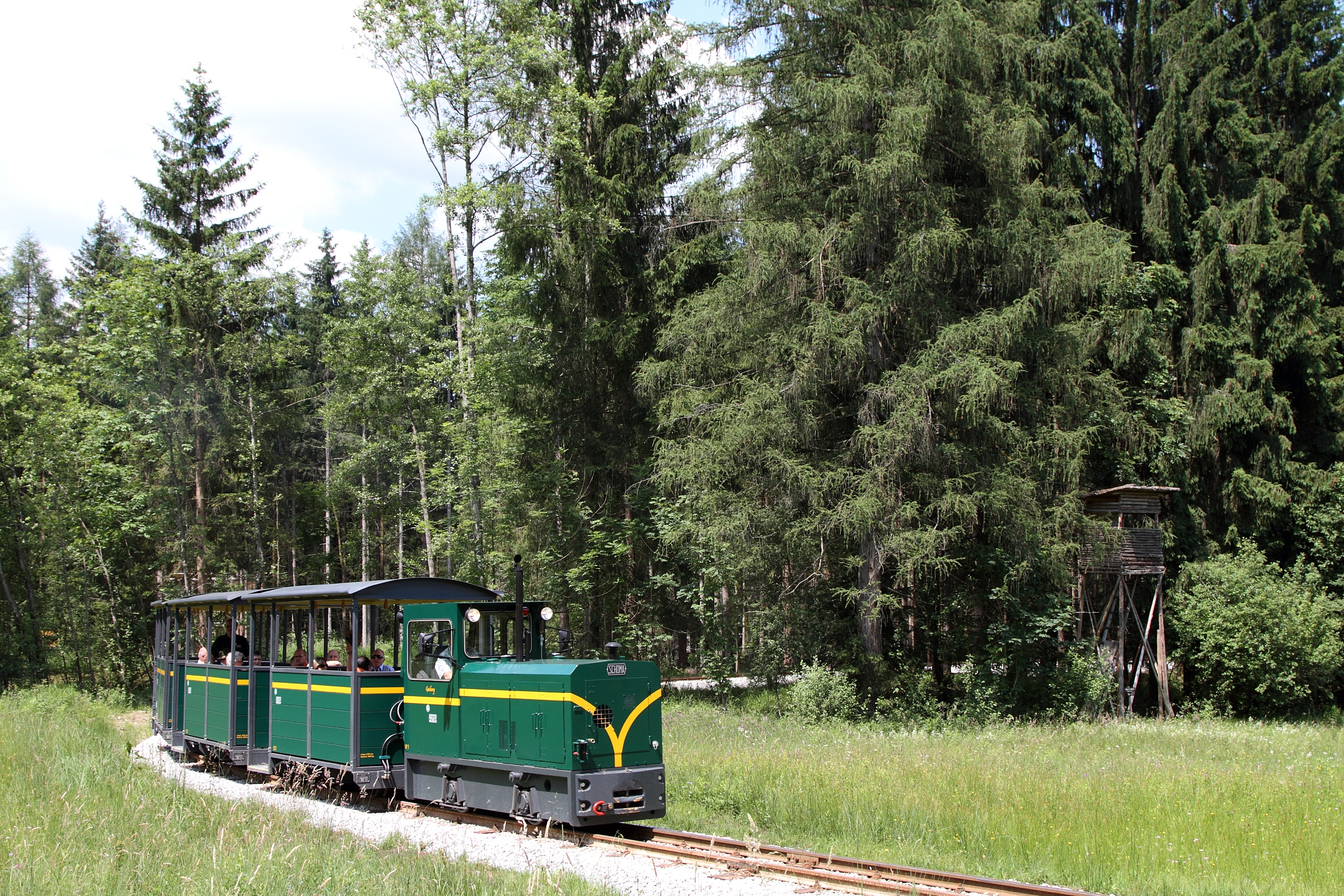
Zug auf freier Strecke

Die Bahn besitzt drei Diesellokomotiven und acht Personenwagen. Eines der Dieselfahrzeuge ist von der Bauart Schöma CHL-45G (Baujahr 1988) und im gleichen Rubinrot wie Fahrzeuge der Salzburger Lokalbahn lackiert und trägt den Namen Untersberg sowie die Bezeichnung Vf 2; sie wurde ursprünglich beim Bau des Eurotunnels und zuletzt auf der Kurbahn Bad Schwalbach eingesetzt. Die andere Lokomotive ist von der Bauart Schöma CHL-40G (Baujahr 1995) und wie der Fahrradzug der Pinzgauer Lokalbahn moosgrün lackiert. Sie trägt den Namen Gaisberg und die Bezeichnung Vf 1. Sie wurde früher auf der 2008 eingestellten und durch ein normalspuriges Anschlussgleis ersetzten Werksbahn des Diabas-Steinbruchs in Saalfelden eingesetzt. Die beiden Diesellokomotiven wurden 2009 bis 2010 im Schöma-Werk in Diepholz (Niedersachsen) aufgearbeitet. Am 13. Mai 2012 wurde mit einer weiteren Schöma CHL-40G, Großglockner, Vf 3 die dritte Diesellokomotive (schwarz, fabriksneu) in Betrieb genommen.
Die acht vierrädrigen Personenwagen der Museumsfeldbahn sind in den 1960er Jahren von der Firma Mühlhäuser in Michelstadt (Hessen) auf die Untergestelle der ehemaligen sogenannten „Kaprun-Loren“ der Diabasbahn Saalfelden neu aufgebaut worden. Diese wurden zuvor auch schon beim Kupferbergbau in Mühlbach am Hochkönig und beim Bau der Kraftwerksgruppe Glockner-Kaprun eingesetzt. Die Waggons sind als offene Sommerwagen ausgeführt und auf je zwei Rädern mit Druckluftbremsen versehen. Jeder Wagen ist für 23 Personen ausgelegt, alle Personenwagen verfügen über ein Fahrgastnotrufsystem. Zwei der Wagen haben breitere Einstiege und sind für den Transport von Kinderwägen und Rollstühlen ausgelegt. Um den Spalt zwischen Bahnsteig und Waggon zu überbrücken, wird in den beiden Wagen eine einlegbare Rampe mitgeführt. Diese Wagen sind immer am Zugschluss gereiht.
2010 war außerdem eine Dampflok des Typs Las 49, die 1957 in Polen gebaut wurde, leihweise in Einsatz.